# Vuelo 805 de Air Transport International
El Vuelo 805 de Air Transport International fue un vuelo de carga nacional programado regularmente desde el Aeropuerto Internacional de Seattle al Aeropuerto de Toledo Express operado por Burlington Air Express. El 15 de febrero de 1992, el  Douglas DC-8 que operaba el vuelo se estrelló durante un segundo intento de una aproximación fallida en el Aeropuerto Toledo Express, matando a las cuatro personas a bordo.

## Aeronave
La aeronave era un Douglas DC-8-63F con matrícula N794AL, que realizó su vuelo inaugural en 1968. Inicialmente fue un avión de pasajeros y fue entregado a Scandinavian Airlines el 16 de agosto del mismo año. Luego operó para Icelandair, Thai Airways y TransOcean Airways, antes de ser convertido en un carguero y vendido a Burlington Air Express. El avión estaba propulsado por cuatro motores turbofán Pratt & Whitney JT3D-7.: 13–17 
La aeronave había estado involucrada en un accidente anterior, el 13 de noviembre de 1991, mientras operaba un vuelo del Aeropuerto de Toledo Express al Aeropuerto  de Los Ángeles operado para Flagship Express, la puerta de carga del avión  se abrió después del despegue del aeropuerto de Toledo. El avión (que sufrió daños menores) pudo aterrizar de manera segura y los tres miembros de la tripulación sobrevivieron sin lesiones. La falla de la puerta de carga se debió a que el ingeniero de vuelo no verificó que la puerta estuviera cerrada correctamente. La tripulación de vuelo no se dio cuenta de que la puerta estaba mal cerrada, ya que el cableado dañado hizo que la luz indicadora de la puerta se apagara a pesar de que la puerta en sí no se había cerrado correctamente. Además, la puerta se había instalado incorrectamente con cerraduras débiles años antes.: 47 

## Tripulación de vuelo
El capitán era Harry Baker, de 59 años, que tenía 16.382 horas de vuelo, incluidas 2.382 horas en el DC-8. El primer oficial era Tim Hupp, de 37 años, que tenía 5.082 horas de vuelo, con 3.135 de ellas en el DC-8 (1.148 horas como ingeniero de vuelo y 1.992 horas como primer oficial). El ingeniero de vuelo era José Montalbo, de 57 años, que tenía 21.697 horas de vuelo, incluidas 7.697 horas en el DC-8. Ramon Papel, un piloto de Buffalo Airways, también estaba a bordo como pasajero no comercial.: 11–13, 62 

## Accidente
El vuelo 805 despegó del Aeropuerto Internacional de Seattle-Tacoma a las 21:45 hora estándar del este (EST). El primer oficial Hupp era el piloto a los mandos. El vuelo transcurrió sin incidentes hasta que se aproximó al Aeropuerto de Toledo Express.: 1  El vuelo 805 recibió autorización para una aproximación ILS a la pista 07 y el controlador informó a la tripulación sobre precipitaciones de ligeras a moderadas. A las 03:02, el vuelo 805 recibió autorización para aterrizar y el capitán Baker corto la transmisión. La grabadora de voz de cabina (CVR) grabó entonces a la tripulación de vuelo repasando la lista de comprobación de aterrizaje. Sin embargo, después de esto, el capitán Baker empezó a quejarse del primer oficial Hupp de que estaba volando demasiado lento y que los flaps no se habían extendido en la configuración de aterrizaje:

Capitán: No estás en el put[censurado] localizador 
Copiloto: los flaps no están extendidos, damos la vuelta? 

En otras palabras, el avión no había podido agarrar el localizador y estaba por debajo de la trayectoria de planeo, lo que resultó en una aproximación inestable. Posteriormente, Baker declaró una aproximación fallida a las 03:13.: 1 
Cuando el controlador de aproximación le preguntó al vuelo 805 por qué habían iniciado la maniobra de aproximación fallida, la tripulación respondió:

Capitán: Perdimos el localizador allí cerca... no pudimos posicionarnos en la aproximación final... teníamos la trayectoria de planeo, pero no el localizador".
ATC: Ok 805 gire 100 grados en rumbo de nueva aproximación 
Copiloto: copiado ATC, girando 100 grados en rumbo

La grabadora de vuelo escucho a los pilotos durante la segunda aproximación, el avión logró alcanzar el localizador, y el capitán Baker informó al primer oficial Hupp sobre las condiciones del viento. A las 03:21, el vuelo 805 recibió nuevamente autorización para aterrizar en la pista 07. Sin embargo, la aproximación se desestabilizó nuevamente:: 2 

Capitán: Ok aquí vamos de nuevo, tren abajo, vigila mi velocidad 
Copiloto: copiado, velocidad 170 knots
Alarma: Warning!!, Warning!! Glide slope, Glide slope!!
Alarma: Descent speed!!, Descent speed!! 
Copiloto: Señor, seguimos con la aproximación?
Capitán: Da la vuelta, inicia procedimiento de aproximación fallida otra vez....

A las 03:25, el primer oficial Hupp informó de la maniobra de aproximación fallida al controlador de la torre y recibió instrucciones de ascender y mantener los 3.000 pies (910 m) y luego girar a la izquierda en un rumbo de 300 grados. Sin embargo, el avión comenzó a ladearse 80 grados y a cabecear 25 grados. El capitán Baker transfirió el control del avión de nuevo al primer oficial Hupp.: 3 

Alarma: Angulo de banqueo!!, Angulo de banqueo!! 
Capitán: que está pasando?!
Copiloto: No lo sé señor!!
Capitan: Nivelalo! Nivelalo!, ayúdame 
Copiloto: Lo tengo!
Alarma: Terreno!!, Terreno!!, Ascienda!! 
Alarma: Velocidad alta!!
Alarma: Muy Bajo, Ascienda!!
Capitán: ......
Alarma: Terreno!!.....
"La aeronave impacta bruscamente el terreno"

A las 03:26 el avión se estrelló contra el suelo a 3 millas (4,8 km; 2,6 millas náuticas) de la pista 07. Las cuatro personas a bordo murieron instantáneamente y el avión quedó completamente destruido.: 3   Partes del avión aterrizaron en el patio trasero de una casa. Nadie en tierra murió, pero 13 personas en tierra resultaron heridas; Una persona que se encontraba en la casa cerca de la cual cayeron los escombros resultó herida por la caída de yeso causada por la fuerza del impacto, y 12 bomberos fueron llevados al hospital por inhalación de humo.

## Investigación
La Junta Nacional de Seguridad del Transporte (NTSB) llegó al lugar del accidente y  recuperó las cajas negras del vuelo 805. Los investigadores descubrieron que cuando el capitán Baker tomó el control, y sufrió una desorientación espacial y provocó accidentalmente que el avión entrara en una inclinación y actitud irrecuperables. La NTSB también se centró en los indicadores de actitud (ADI, por sus siglas en inglés) de la aeronave, los factores humanos, los cambios de potencia mediante el uso de la grabadora de datos de vuelo (FDR)  y la forma en que se aproximó el primer oficial Hupp al aeropuerto.
Debido al incidente anterior de la puerta de carga del avión, la NTSB consideró la posibilidad de que el avión hubiera experimentado una vez más una apertura de la puerta de carga en pleno vuelo, que podía haber provocado una descompresión explosiva y pudo haber desorientado  a los pilotos. Se encontraron siete pestillos de puerta; uno de los cuales había perdido sus pasadores de cierre en el impacto. Si la puerta de carga se hubiera abierto en pleno vuelo, el CVR de repente registraría un sonido fuerte de aire corriendo. El CVR del vuelo 805 no registró esto, ni la tripulación de vuelo detectó ningún sonido anormal. La tripulación tampoco encendió la luz de advertencia de la puerta. Por lo tanto, la NTSB concluyó que la puerta de carga había estado funcionando normalmente, no se abrió en pleno vuelo y no fue un factor en el accidente. : 36–38 
El mal funcionamiento del Indicador de actitud (ADI) era el escenario más probable, ya que la NTSB no pudo determinar sus lecturas en el momento del impacto. Sin embargo, solo se recuperó un ADI y había resultado gravemente dañado por el choque.: 35    La NTSB aludió a accidentes anteriores que involucraron mal funcionamiento del ADI.: 36–38   La NTSB creyó que el ADI del primer oficial estaba funcionando normalmente en el momento del accidente debido a su respuesta inmediata cuando el capitán Baker le transfirió el control de la aeronave y ejecutó correctamente el intento de recuperación.: 55   El informe decía:

Por último, las movimientos básicoss de los controles por parte del primer oficial durante el intento de recuperación del ángulo de banqueo se ajustaron en general a los procedimientos aceptados, ya que intentó nivelar las alas y luego comenzó a levantar el morro. Si él [el primer oficial] hubiera sido más agresivo con ambos juegos de controles, podría haber tenido éxito. Un accionamiento más rápido y mayor de los alerones habría nivelado las alas más rápidamente; y una esfuerzo más agresivo podría haber estado dentro del margen operativo del avión. Incluso si hubiera excedido la carga g aprobada para el DC-8, existía un amplio margen de seguridad para evitar un fallo estructural en situaciones extremas. Obviamente, esta situación requería accionamientos de los controles extremadamente rápidos y agresivos.

—  Informe final de la NTSB

Además, las interacciones de la tripulación de vuelo no representaban una gestión adecuada de los recursos de la tripulación (CRM).: 57  La NTSB tampoco pudo determinar por qué el primer oficial provocó que la aeronave se desestabilizara al aproximarse.: 59 
La NTSB publicó el informe final el 19 de noviembre de 1992, con la "causa probable" que decía:

La Junta Nacional de Seguridad del Transporte determina que la causa probable de este accidente fue la falla de la tripulación de vuelo en reconocer apropiadamente o recuperarse de manera oportuna de la actitud inusual de la aeronave que resultó de la aparente desorientación espacial del capitán, resultante de factores fisiológicos y/o un indicador de director de actitud defectuoso.

—  Informe final de la NTSB.: vi, 60 

La NTSB no pudo determinar con absoluta certeza si alguno de los factores antes mencionados (excepto el incidente de la puerta de carga, que había sido descartado) había causado o contribuido al accidente. La NTSB no pudo determinar el momento en que se perdió el control de la aeronave.